# Danger Zone (videogioco 1986 arcade)
Danger Zone è un videogioco arcade sparatutto in prima persona pubblicato nel tardo 1986 dalla Cinematronics. Il giocatore controlla una postazione contraerea e può inclinare l'inquadratura in tutte le direzioni.
Il sistema di controllo del cabinato originale, basato su maniglie che inclinano anche fisicamente il blocco dello schermo, lo caratterizza come una macchina arcade più unica che rara.
Nel 1988 uscì un seguito con lo stesso meccanismo, Viper.

## Modalità di gioco
Si controlla una postazione antiaerea fissa che deve difendere una base militare, in un'ambientazione desertica con montagne rocciose sullo sfondo. La visuale può ruotare in tutte le direzioni, scorrendo a destra e sinistra, alzandosi verso il cielo o abbassandosi verso la base, decorata da bunker, tende, antenne, rampe di missili, truppe e altro.
Dallo sfondo compaiono e si avvicinano squadriglie di aerei da attacco ed elicotteri solitari che tentano di bombardare la base con missili. Se non si abbattono in fretta, alcuni aerei si staccano dalle formazioni e scendono per lanciare i missili. Più avanti compaiono anche bombardieri che sganciano bombe aeree da alta quota.
Il giocatore può sparare verso il centro dello schermo doppi colpi normali e, con più bassa frequenza di fuoco, doppi missili inseguitori. In basso è mostrato un radar che evidenzia tutti i velivoli nemici anche fuori dall'inquadratura.
I nemici distruggono progressivamente la base da difendere; quando questa è gravemente danneggiata arrivano attacchi con missili nucleari e quando uno ne va a segno mette fine alla partita.
Se si resiste a varie ondate di attaccanti si passa al livello successivo, si ricevono bonus e la propria base viene ricostruita.
Il particolare sistema di controllo della macchina da sala giochi si basa su uno schermo capace di ruotare e inclinarsi in tutte le direzioni, manovrato dal giocatore tramite due solidi maniglioni metallici a forma di cloche. La base della macchina, in cui si inseriscono i gettoni, è pesante e stretta e su di essa, tramite uno spesso collo tubolare, è imperniato il blocco mobile costituito dallo schermo e dalla plancia dei controlli che spunta fuori da sotto il video.
Le due cloche rimangono rigide sulla plancia, ma facendo forza su di esse si inclina tutto lo schermo, causando di conseguenza anche lo scorrimento dell'immagine di gioco nella direzione di inclinazione. In tal modo si simula l'azione fisica di puntare un cannoncino e spostare l'inquadratura sul campo di battaglia.
Nella moderna emulazione del gioco con MAME non si può rendere la stessa esperienza della macchina reale, ma il controllo dell'inclinazione viene assimilato a una trackball.

## Accoglienza
Nonostante fosse piuttosto innovativo, Danger Zone fu poco notato e non ebbe una grande diffusione.
I particolari comandi della macchina originale fanno fare vero esercizio fisico. Il realismo ottenuto nel movimento era notevole, ma anche la fatica fisica necessaria per una partita di media durata. Si rischiava inoltre di dare fastidio alle altre persone nelle vicinanze; i giocatori energici potevano finire per pestare i piedi o andare addosso alla gente se non avevano spazio, tanto che gli operatori delle sale giochi potevano voler recintare la postazione.
Secondo la rivista coeva Computer and Video Games il gioco era difficile ma eccitante, e dava la sensazione di muovere davvero una postazione di fuoco.
Secondo Zzap! l'azione era veloce e frenetica, oltre che impegnativa per i muscoli, ma c'è poca sostanza nel gioco.
Danger Zone vinse il premio Video Game Cabinet Design of the Year (lett. "Design di cabinato dell'anno") sulla rivista statunitense Replay.

## Seguito
Nel 1988 la Leland Corporation, acquisita nel frattempo la Cinematronics, pubblicò l'unico seguito di Danger Zone, intitolato Viper. Nel seguito la grafica è migliorata ed è introdotta l'opzione di acquistare migliori armamenti. Il metodo di controllo con lo schermo inclinabile è lo stesso, ma il cabinato è dotato di sedile fisso a una certa distanza dalle cloche.
Viper è ambientato a bordo di un elicottero autopilotato, sopra uno scenario verdeggiante, anziché al comando di una postazione fissa.